# 過路子
過路子，是臺灣嘉義縣義竹鄉的一個傳統地域名稱，位於該鄉最南邊。相較於今日行政區，其範圍包括東過村、西過村。
過路子佔地面積大，面積約42平方公里，當地除農村外，多養殖雞、鴨等牲畜。過路子以康、郭姓家族居多，村內多栽植九重葛，玉米等作物；當地土壤肥沃，水質清澈，以農村型態為主。

## 地理
過路子地區南邊築有北馬堤坊，堤防以南為八掌溪，也是義竹鄉和台南市鹽水區、學甲區以及北門區之交界。

## 交通
過路子對外聯絡道路以縣道163號和嘉29線為主。